# Lista de mesorregiões e microrregiões da Paraíba

Mapa da Paraíba mostrando seus municípios agrupados em microrregiões, que por sua vez estão agrupadas em mesorregiões.

Esta é a lista de mesorregiões e microrregiões da Paraíba, estado brasileiro da Região Nordeste do país. O estado da Paraíba foi dividido geograficamente pelo IBGE em quatro mesorregiões, que por sua vez abrangiam 23 microrregiões, segundo o quadro vigente entre 1989 e 2017.
Em 2017, o IBGE extinguiu as mesorregiões e microrregiões, criando um novo quadro regional brasileiro, com novas divisões geográficas denominadas, respectivamente, regiões geográficas intermediárias e imediatas.

## Mesorregiões da Paraíba

Mapa das Mesorregiões da Paraíba.
Sertão Paraibano
Borborema
Agreste Paraibano
Mata Paraibana

| Mesorregião       | Código | Número de municípios | Localização               | Microrregiões              | Código |
| ----------------- | ------ | -------------------- | ------------------------- | -------------------------- | ------ |
| Sertão Paraibano  | 01     | 83                   |                           | Catolé do Rocha            | 001    |
| Sertão Paraibano  | 01     | 83                   | Cajazeiras                | 002                        |        |
| Sertão Paraibano  | 01     | 83                   | Sousa                     | 003                        |        |
| Sertão Paraibano  | 01     | 83                   | Patos                     | 004                        |        |
| Sertão Paraibano  | 01     | 83                   | Piancó                    | 005                        |        |
| Sertão Paraibano  | 01     | 83                   | Itaporanga                | 006                        |        |
| Sertão Paraibano  | 01     | 83                   | Serra do Teixeira         | 007                        |        |
| Borborema         | 02     | 44                   |                           | Seridó Ocidental Paraibano | 008    |
| Borborema         | 02     | 44                   | Seridó Oriental Paraibano | 009                        |        |
| Borborema         | 02     | 44                   | Cariri Ocidental          | 010                        |        |
| Borborema         | 02     | 44                   | Cariri Oriental           | 011                        |        |
| Agreste Paraibano | 03     | 66                   |                           | Curimataú Ocidental        | 012    |
| Agreste Paraibano | 03     | 66                   | Curimataú Oriental        | 013                        |        |
| Agreste Paraibano | 03     | 66                   | Esperança                 | 014                        |        |
| Agreste Paraibano | 03     | 66                   | Brejo Paraibano           | 015                        |        |
| Agreste Paraibano | 03     | 66                   | Guarabira                 | 016                        |        |
| Agreste Paraibano | 03     | 66                   | Campina Grande            | 017                        |        |
| Agreste Paraibano | 03     | 66                   | Itabaiana                 | 018                        |        |
| Agreste Paraibano | 03     | 66                   | Umbuzeiro                 | 019                        |        |
| Mata Paraibana    | 04     | 30                   |                           | Litoral Norte              | 020    |
| Mata Paraibana    | 04     | 30                   | Sapé                      | 021                        |        |
| Mata Paraibana    | 04     | 30                   | João Pessoa               | 022                        |        |
| Mata Paraibana    | 04     | 30                   | Litoral Sul               | 023                        |        |

## Microrregiões da Paraíba divididas por mesorregiões

### Mesorregião do Sertão Paraibano
| Microrregião      | Código | Localização               | Municípios             |
| ----------------- | ------ | ------------------------- | ---------------------- |
| Catolé do Rocha   | 001    |                           | Belém do Brejo do Cruz |
| Catolé do Rocha   | 001    | Bom Sucesso               |                        |
| Catolé do Rocha   | 001    | Brejo do Cruz             |                        |
| Catolé do Rocha   | 001    | Brejo dos Santos          |                        |
| Catolé do Rocha   | 001    | Catolé do Rocha           |                        |
| Catolé do Rocha   | 001    | Jericó                    |                        |
| Catolé do Rocha   | 001    | Lagoa                     |                        |
| Catolé do Rocha   | 001    | Mato Grosso               |                        |
| Catolé do Rocha   | 001    | Riacho dos Cavalos        |                        |
| Catolé do Rocha   | 001    | São Bento                 |                        |
| Catolé do Rocha   | 001    | São José do Brejo do Cruz |                        |
| Cajazeiras        | 002    |                           | Bernardino Batista     |
| Cajazeiras        | 002    | Bom Jesus                 |                        |
| Cajazeiras        | 002    | Bonito de Santa Fé        |                        |
| Cajazeiras        | 002    | Cachoeira dos Índios      |                        |
| Cajazeiras        | 002    | Cajazeiras                |                        |
| Cajazeiras        | 002    | Carrapateira              |                        |
| Cajazeiras        | 002    | Joca Claudino             |                        |
| Cajazeiras        | 002    | Monte Horebe              |                        |
| Cajazeiras        | 002    | Poço Dantas               |                        |
| Cajazeiras        | 002    | Poço de José de Moura     |                        |
| Cajazeiras        | 002    | Santa Helena              |                        |
| Cajazeiras        | 002    | São João do Rio do Peixe  |                        |
| Cajazeiras        | 002    | São José de Piranhas      |                        |
| Cajazeiras        | 002    | Triunfo                   |                        |
| Cajazeiras        | 002    | Uiraúna                   |                        |
| Sousa             | 003    |                           | Aparecida              |
| Sousa             | 003    | Cajazeirinhas             |                        |
| Sousa             | 003    | Condado                   |                        |
| Sousa             | 003    | Lastro                    |                        |
| Sousa             | 003    | Malta                     |                        |
| Sousa             | 003    | Marizópolis               |                        |
| Sousa             | 003    | Nazarezinho               |                        |
| Sousa             | 003    | Paulista                  |                        |
| Sousa             | 003    | Pombal                    |                        |
| Sousa             | 003    | Santa Cruz                |                        |
| Sousa             | 003    | São Bentinho              |                        |
| Sousa             | 003    | São Domingos              |                        |
| Sousa             | 003    | São Francisco             |                        |
| Sousa             | 003    | São José da Lagoa Tapada  |                        |
| Sousa             | 003    | Sousa                     |                        |
| Sousa             | 003    | Vieirópolis               |                        |
| Sousa             | 003    | Vista Serrana             |                        |
| Patos             | 004    |                           | Areia de Baraúnas      |
| Patos             | 004    | Cacimba de Areia          |                        |
| Patos             | 004    | Mãe d'Água                |                        |
| Patos             | 004    | Passagem                  |                        |
| Patos             | 004    | Patos                     |                        |
| Patos             | 004    | Quixaba                   |                        |
| Patos             | 004    | Santa Terezinha           |                        |
| Patos             | 004    | São José de Espinharas    |                        |
| Patos             | 004    | São José do Bonfim        |                        |
| Piancó            | 005    |                           | Aguiar                 |
| Piancó            | 005    | Catingueira               |                        |
| Piancó            | 005    | Coremas                   |                        |
| Piancó            | 005    | Emas                      |                        |
| Piancó            | 005    | Igaracy                   |                        |
| Piancó            | 005    | Nova Olinda               |                        |
| Piancó            | 005    | Olho d'Água               |                        |
| Piancó            | 005    | Piancó                    |                        |
| Piancó            | 005    | Santana dos Garrotes      |                        |
| Itaporanga        | 006    |                           | Boa Ventura            |
| Itaporanga        | 006    | Conceição                 |                        |
| Itaporanga        | 006    | Curral Velho              |                        |
| Itaporanga        | 006    | Diamante                  |                        |
| Itaporanga        | 006    | Ibiara                    |                        |
| Itaporanga        | 006    | Itaporanga                |                        |
| Itaporanga        | 006    | Pedra Branca              |                        |
| Itaporanga        | 006    | Santa Inês                |                        |
| Itaporanga        | 006    | Santana de Mangueira      |                        |
| Itaporanga        | 006    | São José de Caiana        |                        |
| Itaporanga        | 006    | Serra Grande              |                        |
| Serra do Teixeira | 007    |                           | Água Branca            |
| Serra do Teixeira | 007    | Cacimbas                  |                        |
| Serra do Teixeira | 007    | Desterro                  |                        |
| Serra do Teixeira | 007    | Imaculada                 |                        |
| Serra do Teixeira | 007    | Juru                      |                        |
| Serra do Teixeira | 007    | Manaíra                   |                        |
| Serra do Teixeira | 007    | Matureia                  |                        |
| Serra do Teixeira | 007    | Princesa Isabel           |                        |
| Serra do Teixeira | 007    | São José de Princesa      |                        |
| Serra do Teixeira | 007    | Tavares                   |                        |
| Serra do Teixeira | 007    | Teixeira                  |                        |

### Mesorregião da Borborema
| Microrregião               | Código | Localização                | Municípios      |
| -------------------------- | ------ | -------------------------- | --------------- |
| Seridó Ocidental Paraibano | 008    |                            | Junco do Seridó |
| Seridó Ocidental Paraibano | 008    | Salgadinho                 |                 |
| Seridó Ocidental Paraibano | 008    | Santa Luzia                |                 |
| Seridó Ocidental Paraibano | 008    | São José do Sabugi         |                 |
| Seridó Ocidental Paraibano | 008    | São Mamede                 |                 |
| Seridó Ocidental Paraibano | 008    | Várzea                     |                 |
| Seridó Oriental Paraibano  | 009    |                            | Baraúna         |
| Seridó Oriental Paraibano  | 009    | Cubati                     |                 |
| Seridó Oriental Paraibano  | 009    | Frei Martinho              |                 |
| Seridó Oriental Paraibano  | 009    | Juazeirinho                |                 |
| Seridó Oriental Paraibano  | 009    | Nova Palmeira              |                 |
| Seridó Oriental Paraibano  | 009    | Pedra Lavrada              |                 |
| Seridó Oriental Paraibano  | 009    | Picuí                      |                 |
| Seridó Oriental Paraibano  | 009    | São Vicente do Seridó      |                 |
| Seridó Oriental Paraibano  | 009    | Tenório                    |                 |
| Cariri Ocidental           | 010    |                            | Amparo          |
| Cariri Ocidental           | 010    | Assunção                   |                 |
| Cariri Ocidental           | 010    | Camalaú                    |                 |
| Cariri Ocidental           | 010    | Congo                      |                 |
| Cariri Ocidental           | 010    | Coxixola                   |                 |
| Cariri Ocidental           | 010    | Livramento                 |                 |
| Cariri Ocidental           | 010    | Monteiro                   |                 |
| Cariri Ocidental           | 010    | Ouro Velho                 |                 |
| Cariri Ocidental           | 010    | Parari                     |                 |
| Cariri Ocidental           | 010    | Prata                      |                 |
| Cariri Ocidental           | 010    | São João do Tigre          |                 |
| Cariri Ocidental           | 010    | São José dos Cordeiros     |                 |
| Cariri Ocidental           | 010    | São Sebastião do Umbuzeiro |                 |
| Cariri Ocidental           | 010    | Serra Branca               |                 |
| Cariri Ocidental           | 010    | Sumé                       |                 |
| Cariri Ocidental           | 010    | Taperoá                    |                 |
| Cariri Ocidental           | 010    | Zabelê                     |                 |
| Cariri Oriental            | 011    |                            | Alcantil        |
| Cariri Oriental            | 011    | Barra de Santana           |                 |
| Cariri Oriental            | 011    | Barra de São Miguel        |                 |
| Cariri Oriental            | 011    | Boqueirão                  |                 |
| Cariri Oriental            | 011    | Cabaceiras                 |                 |
| Cariri Oriental            | 011    | Caraúbas                   |                 |
| Cariri Oriental            | 011    | Caturité                   |                 |
| Cariri Oriental            | 011    | Gurjão                     |                 |
| Cariri Oriental            | 011    | Riacho de Santo Antônio    |                 |
| Cariri Oriental            | 011    | Santo André                |                 |
| Cariri Oriental            | 011    | São Domingos do Cariri     |                 |
| Cariri Oriental            | 011    | São João do Cariri         |                 |

### Mesorregião do Agreste Paraibano
| Microrregião        | Código | Localização                    | Municípios          |
| ------------------- | ------ | ------------------------------ | ------------------- |
| Curimataú Ocidental | 012    |                                | Algodão de Jandaíra |
| Curimataú Ocidental | 012    | Arara                          |                     |
| Curimataú Ocidental | 012    | Barra de Santa Rosa            |                     |
| Curimataú Ocidental | 012    | Cuité                          |                     |
| Curimataú Ocidental | 012    | Damião                         |                     |
| Curimataú Ocidental | 012    | Nova Floresta                  |                     |
| Curimataú Ocidental | 012    | Olivedos                       |                     |
| Curimataú Ocidental | 012    | Pocinhos                       |                     |
| Curimataú Ocidental | 012    | Remígio                        |                     |
| Curimataú Ocidental | 012    | Soledade                       |                     |
| Curimataú Ocidental | 012    | Sossêgo                        |                     |
| Curimataú Oriental  | 013    |                                | Araruna             |
| Curimataú Oriental  | 013    | Cacimba de Dentro              |                     |
| Curimataú Oriental  | 013    | Casserengue                    |                     |
| Curimataú Oriental  | 013    | Dona Inês                      |                     |
| Curimataú Oriental  | 013    | Riachão                        |                     |
| Curimataú Oriental  | 013    | Solânea                        |                     |
| Curimataú Oriental  | 013    | Tacima                         |                     |
| Esperança           | 014    |                                | Areial              |
| Esperança           | 014    | Esperança                      |                     |
| Esperança           | 014    | Montadas                       |                     |
| Esperança           | 014    | São Sebastião de Lagoa de Roça |                     |
| Brejo Paraibano     | 015    |                                | Alagoa Grande       |
| Brejo Paraibano     | 015    | Alagoa Nova                    |                     |
| Brejo Paraibano     | 015    | Areia                          |                     |
| Brejo Paraibano     | 015    | Bananeiras                     |                     |
| Brejo Paraibano     | 015    | Borborema                      |                     |
| Brejo Paraibano     | 015    | Matinhas                       |                     |
| Brejo Paraibano     | 015    | Pilões                         |                     |
| Brejo Paraibano     | 015    | Serraria                       |                     |
| Guarabira           | 016    |                                | Alagoinha           |
| Guarabira           | 016    | Araçagi                        |                     |
| Guarabira           | 016    | Belém                          |                     |
| Guarabira           | 016    | Caiçara                        |                     |
| Guarabira           | 016    | Cuitegi                        |                     |
| Guarabira           | 016    | Duas Estradas                  |                     |
| Guarabira           | 016    | Guarabira                      |                     |
| Guarabira           | 016    | Lagoa de Dentro                |                     |
| Guarabira           | 016    | Logradouro                     |                     |
| Guarabira           | 016    | Mulungu                        |                     |
| Guarabira           | 016    | Pilõezinhos                    |                     |
| Guarabira           | 016    | Pirpirituba                    |                     |
| Guarabira           | 016    | Serra da Raiz                  |                     |
| Guarabira           | 016    | Sertãozinho                    |                     |
| Campina Grande      | 017    |                                | Boa Vista           |
| Campina Grande      | 017    | Campina Grande                 |                     |
| Campina Grande      | 017    | Fagundes                       |                     |
| Campina Grande      | 017    | Lagoa Seca                     |                     |
| Campina Grande      | 017    | Massaranduba                   |                     |
| Campina Grande      | 017    | Puxinanã                       |                     |
| Campina Grande      | 017    | Queimadas                      |                     |
| Campina Grande      | 017    | Serra Redonda                  |                     |
| Itabaiana           | 018    |                                | Caldas Brandão      |
| Itabaiana           | 018    | Gurinhém                       |                     |
| Itabaiana           | 018    | Ingá                           |                     |
| Itabaiana           | 018    | Itabaiana                      |                     |
| Itabaiana           | 018    | Itatuba                        |                     |
| Itabaiana           | 018    | Juarez Távora                  |                     |
| Itabaiana           | 018    | Mogeiro                        |                     |
| Itabaiana           | 018    | Riachão do Bacamarte           |                     |
| Itabaiana           | 018    | Salgado de São Félix           |                     |
| Umbuzeiro           | 019    |                                | Aroeiras            |
| Umbuzeiro           | 019    | Gado Bravo                     |                     |
| Umbuzeiro           | 019    | Natuba                         |                     |
| Umbuzeiro           | 019    | Santa Cecília                  |                     |
| Umbuzeiro           | 019    | Umbuzeiro                      |                     |

### Mesorregião da Mata Paraibana
| Microrregião  | Código | Localização         | Municípios             |
| ------------- | ------ | ------------------- | ---------------------- |
| Litoral Norte | 020    |                     | Baía da Traição        |
| Litoral Norte | 020    | Capim               |                        |
| Litoral Norte | 020    | Cuité de Mamanguape |                        |
| Litoral Norte | 020    | Curral de Cima      |                        |
| Litoral Norte | 020    | Itapororoca         |                        |
| Litoral Norte | 020    | Jacaraú             |                        |
| Litoral Norte | 020    | Mamanguape          |                        |
| Litoral Norte | 020    | Marcação            |                        |
| Litoral Norte | 020    | Mataraca            |                        |
| Litoral Norte | 020    | Pedro Régis         |                        |
| Litoral Norte | 020    | Rio Tinto           |                        |
| Sapé          | 021    |                     | Cruz do Espírito Santo |
| Sapé          | 021    | Juripiranga         |                        |
| Sapé          | 021    | Mari                |                        |
| Sapé          | 021    | Pilar               |                        |
| Sapé          | 021    | Riachão do Poço     |                        |
| Sapé          | 021    | São José dos Ramos  |                        |
| Sapé          | 021    | São Miguel de Taipu |                        |
| Sapé          | 021    | Sapé                |                        |
| Sapé          | 021    | Sobrado             |                        |
| João Pessoa   | 022    |                     | Bayeux                 |
| João Pessoa   | 022    | Cabedelo            |                        |
| João Pessoa   | 022    | Conde               |                        |
| João Pessoa   | 022    | João Pessoa         |                        |
| João Pessoa   | 022    | Lucena              |                        |
| João Pessoa   | 022    | Santa Rita          |                        |
| Litoral Sul   | 023    |                     | Alhandra               |
| Litoral Sul   | 023    | Caaporã             |                        |
| Litoral Sul   | 023    | Pedras de Fogo      |                        |
| Litoral Sul   | 023    | Pitimbu             |                        |